# Jardín del Rey (Alcázar de Madrid)

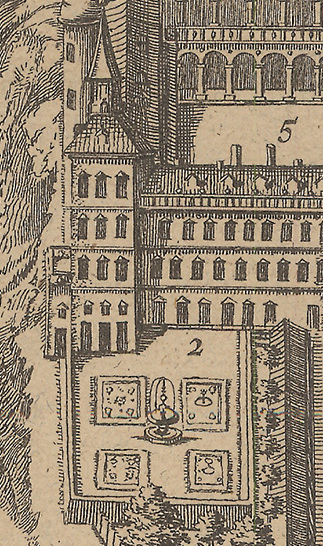
El jardín (debajo) y la Torre Dorada (arriba) en el Plano de Teixeira (1656).

El Jardín del Rey (o Jardín de los Emperadores) fue un espacio verde, situado en el flanco sur occidental del desaparecido Alcázar de Madrid.

## Historia
El jardín se formó de forma posterior a la construcción de la Torre Dorada, realizada, aproximadamente en la década de 1560. Recibía este nombre por hallarse en el mismo distintas estatuas de emperadores romanos provenientes de dos series. Su construcción finalizaría hacia 1593/1594. El origen de este espacio estaba en la afición de Felipe II a la naturaleza y su gusto por tener cerca de sus habitaciones, ambientes ajardinados.
El jardín sería destruido como consecuencia de la ampliación de la plaza de Palacio por Carlos II hacia 1674, que supuso el movimiento de la arcada que cerraba la plaza hacia el oeste espacio que ocupaba el jardín.

## Descripción

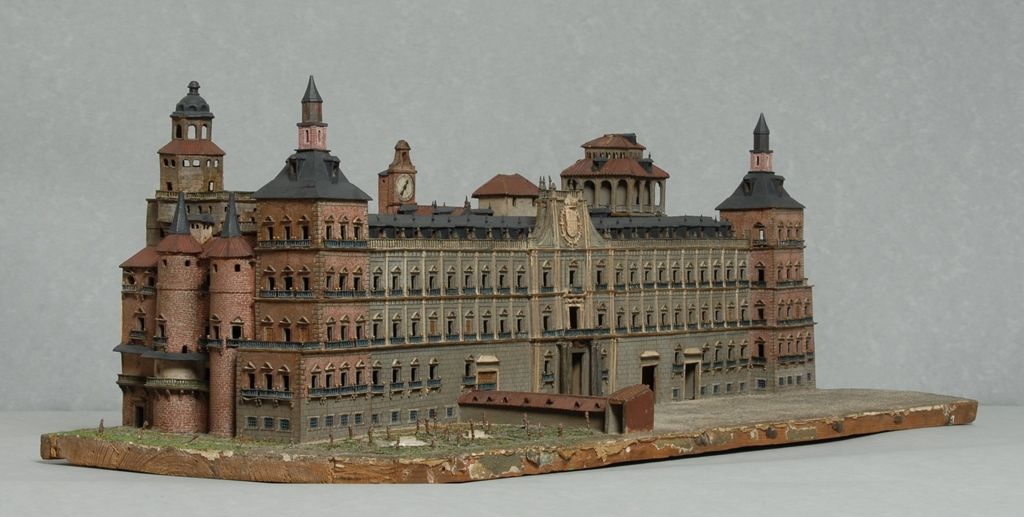
El Jardín del Rey a los pies de la Torre Dorada, en el lado derecho de la imagen (Maqueta del Alcázar de Madrid)

El jardín estaba formado por el cruce de dos ejes de caminos que generaban cuatro cuadros de verde. En el centro de cada uno de estos cuadros se disponía una fuente formada por una pilar circular. Así mismo en el centro de los dos ejes se situaba una quinta fuente de mayores dimensiones que las del centro de los cuadros.
El jardín se decoraba por dos series de estatuas de emperadores romanos, además de una representación de Hércules y de Carlos I.
Por su estructura y situación se ha relacionado con su homónimo en Aranjuez, también ejemplo de la tipología conocida como giardino segreto.

### Individuales
1. ↑  Esetena, Publicado por. «Los jardines renacentistas del Real Alcázar (2): el Jardín del Rey». Consultado el 29 de junio de 2023.
2. ↑  Barbeito Díez, 1992, p. 86.